# Glyphodiscus magnificus
Glyphodiscus magnificus is een zeester uit de familie Goniasteridae.
De wetenschappelijke naam van de soort werd in 2005 gepubliceerd door Christopher Mah.